# Ивкин, Сергей Валерьевич
Серге́й Вале́рьевич И́вкин (родился 17 мая 1979, Свердловск) — русский поэт, критик, художник, дизайнер.

## Биография
Окончил Российский государственный профессионально-педагогический университет по специальности преподаватель декоративно-прикладных искусств. Во время учебы в университете выступал руководителем литературного объединения РГППУ.
Публиковался в различных изданиях, в том числе в журналах «Юность», «Уральский следопыт», «Урал», «Крещатик», «Знамя», «Дети Ра».
С 1999 по 2009 гг. вел в Екатеринбурге фестиваль авторской песни «Свезар». С 2007 года – координатор семинара Андрея Санникова при журнале «Урал».
Один из составителей третьего тома Антологии современной уральской поэзии, 2004–2011 (под ред. В. Кальпиди, Челябинск, 2011).
Соредактор журнала «Белый ворон» (Екатеринбург — Нью-Йорк).
С 2014 года член Союза писателей России.
С 2016 — редактор журнала «Плавучий мост» (Дортмунд, Германия).
Живет и работает в Екатеринбурге.

## Премии и награды
Финалист «Илья-премии» (Москва, 2007), Волошинских чтений (Коктебель, 2007), «А-Либитум» (Пермь, 2008), премии П.П. Бажова (Екатеринбург, 2015).
Лауреат фестиваля поэзии «Пилигрим» (Пермь, 2003), «IV фестиваля актуальной поэзии Урала и Сибири» (Кыштым, 2006), «Глубина» (Челябинск, 2007), Первого Санкт-Петербургского поэтического конкурса им. И.А. Бродского (2014), премии MyPrize (Москва, 2018), конкурса переводчиков «Военный дневник» (Екатеринбург, 2020), турнира поэтов на кубок Ирины Евсы (2021).

## Критика
- Юлия Подлубнова: «Ивкину в свое время, кажется, удалось избежать инсталляции метареалистической оптики, характерной для старшего поколения поэтов "уральского андеграунда", и он не пошел в ту сторону, куда, например, двинулся наследующий им Александр Петрушкин, но следы метареализма видны даже у Ивкина, равно как видны они у Андрея Санникова, хоть и принадлежащего к поколению восьмидесятников, но всячески открещивающегося от метареализма в пользу конструируемого им "уральского сюрреализма"».
- Ольга Балла: «В стихах Сергея Ивкина мне кажется особенно интересной позиция, из которой возникает поэтическая речь. (Я бы назвала ее — в порядке ситуативного рабочего термина — поэтической позицией или, может быть, первоначальной этической установкой, понимая здесь этику широко — прежде всего как отношения человека, во-первых, с миром в целом, во-вторых, с самим собой). Ее, в свою очередь, я бы назвала некатастрофическим катастрофизмом».
- Валерий Шубинский: «В чем изнанка этой поэзии? В чем опасность? Опасность в том, что такой конструктивный, индустриальный, мастерский, ремесленный, в хорошем смысле этого слова, взгляд на стихи, он чреват каким-то окостеневанием форм и исчезновением воздуха. Что позволяет этого избежать? У разных поэтов разное. У Ивкина этот рациональный, программистский, постиндустриальный, как угодно можно называть, взгляд на текст, он сочетается с острым ощущением сюрреальности. И текст очень быстро соскальзывает в такое правильное поэтическое безумие»[10].